# Lillryssland
Lillryssland (ryska:Малая Русь) var i Tsarryssland och Kejsardömet Ryssland namnet på större delen av det som idag utgör delar av västra och centrala Ukraina. Det var från slutet av 1700-talet och början av 1800-talet uppdelat i fyra guvernement (gubernija): Kiev, Poltava, Charkov och Tjernigov. Guvernementen delas i sin tur in i provinser (oblast).
Lillryssland var det namn som en del av Storfurstendömet Litauen fick på 1300- och 1400-talet. Delar av Storfurstendömet Litauen blev senare en del av Tsarryssland och Kejsardömet Rysslands Lillryssland. Vid den tiden tog storfurstendömena varsin metropolit men var ändå besläktade, eftersom båda till stor del låg i det område som tidigare tillhört Kievriket. Benämningen skilde Lillryssland från Storryssland, det vill säga Moskvariket, det som senare blev Ryssland.
Det sätts ofta felaktigt likhetstecken mellan Lillryssland och dagens Ukraina, men stora delar av dagens södra och östra Ukraina (dagens Ukraina vita området på kartorna intill) var aldrig en del av Lillryssland. Det samma gäller Rutenien/Karpato-Ukraina som ungefär motsvaras av nuvarande Zakarpatska oblast i västra Ukraina. Området ingick i Österrike-Ungern i hundratals år. Åren 1918-1945 var det en del av Tjeckoslovakien och först efter andra världskrigets slut 1945 blev området en del av Sovjetunionen. Lillryssland införlivades tillsammans med norra delen av det tidigare Nya Ryssland i sovjetrepubliken Ukrainska SSR 1922.